# Ла Зарка, Ла Френте (Ирапуато)
Ла Зарка, Ла Френте (шп. La Zarca, La Frente) насеље је у Мексику у савезној држави Гванахуато у општини Ирапуато. Насеље се налази на надморској висини од 1715 м.

## Становништво
Према подацима из 2010. године у насељу је живело 12 становника.

### Хронологија
| Година       | 2000          | 2005          | 2010 |
| ------------ | ------------- | ------------- | ---- |
| Становништво | 146 (72 / 74) | 158 (74 / 84) | 12   |

### Попис
| # | Индикатор                     | Вредност |
| - | ----------------------------- | -------- |
| 1 | Укупно домаћинстава           | 2        |
| 2 | Укупно насељених домаћинстава | 2        |
| 3 | Величина локације             | 1        |